# Mixed-ish
Mixed-ish  – amerykański serial telewizyjny (sitcom) wyprodukowany przez ABC Studios, Khalabo Ink Society, Cinema Gypsy Productions oraz Artists First, którego twórcami są Kenya Barris, Peter Saji oraz Tracee Ellis Ross. 
Serial jest  prequelem  Czarno to widzę,  emitowany od 24 września 2019 roku na ABC.

## Fabuła
Serial opowiada o dorastaniu Rainbow "Bow" Johnson.

## Obsada

### Główna
- Arica Himmel jako Rainbow "Bow" Johnson[2]
  - Tracee Ellis Ross jako dorosła Rainbow Johnson
- Tika Sumpter jako Alicia Johnson[2]
- Mark-Paul Gosselaar jako Paul Johnson[3]
- Gary Cole jako Harrison Jackson III[2]
- Christina Anthony jako Denise[2]
- Mykal-Michelle Harris jako Santamonica Johnson[2]
- Ethan William Childress jako Johan Johnson[2]

## Odcinki
| Sezon | Odcinki | Oryginalna emisja ABC | Oryginalna emisja ABC | Emisja w Polsce | Emisja w Polsce | Emisja w Polsce |
| Sezon | Odcinki | Premiera sezonu       | Finał sezonu          | Premiera sezonu | Finał sezonu    |                 |
| ----- | ------- | --------------------- | --------------------- | --------------- | --------------- | --------------- |
| 1     | 23.     | 24 września 2019      | 5 maja 2020           | —               | —               |                 |
| 2     | 13      | 26 stycznia 2021      | 18 maja 2021          | —               | —               |                 |

### Sezon 1 (2019-2020)
| #  | Tytuł                         | Reżyseria         | Scenariusz                                  | Premiera w ABC       |
| -- | ----------------------------- | ----------------- | ------------------------------------------- | -------------------- |
| 1  | Becoming Bow                  | Anton Cropper     | Kenya Barris, Peter Saji, Tracee Ellis Ross | 24 września 2019     |
| 2  | The Warrior                   | Anton Cropper     | Peter Saji                                  | 1 października 2019  |
| 3  | Let Your Hair Down            | Michael Spiller   | Karin Gist, Peter Saji                      | 8 października 2019  |
| 4  | Love is a Battlefield         | Stephanie Laing   | Angela Nissell                              | 15 października 2019 |
| 5  | All She Wants to Do is Dance  | Matt Sohn         | Jim Brandon, Brian Singleton                | 22 października 2019 |
| 6  | Girls Just Want to Have Fun   | Michael Spiller   | Tim Edwards, Kevin Marburger                | 29 października 2019 |
| 7  | Puttin' on the Ritz           | Sam Bailey        | Heather Flanders                            | 12 listopada 2019    |
| 8  | Weird Science                 | Charles Stone III | Chuck Hayward                               | 19 listopada 2019    |
| 9  | Papa Don't Preach             | Todd Biermann     | Angela Nissel                               | 26 listopada 2019    |
| 10 | Do They Know It's Christmas?  | Anu Valia         | Rachelle Williams                           | 10 grudnia 2019      |
| 11 | When Doves Cry                | Andy DeYoung      | Jim Brandon & Brian Singleton               | 7 stycznia 2020      |
| 12 | It's Tricky                   | Maggie Carey      | Heather Flanders                            | 14 stycznia 2020     |
| 13 | Pride (In the Name of Love)   | Chris Robinson    | Spencer Taylor                              | 21 stycznia 2020     |
| 14 | True Colors                   | Michael Spiller   | Tim Edwards, Kevin Marburger                | 28 stycznia 2020     |
| 15 | This Charming Man             | Michael Spiller   | Andrew Ti                                   | 11 lutego 2020       |
| 16 | She Works Hard for the Money  | Anu Valia         | Chuck Hayward                               | 18 lutego 2020       |
| 17 | Say Hello, Wave Goodbye       | Natalia Anderson  | Jesse Esparza                               | 25 lutego 2020       |
| 18 | Parents Just Don't Understand | Melissa Kosar     | Melanie Kirschbaum, Alexandra Decas         | 17 marca 2020        |
| 19 | Doctor! Doctor!               | Shiri Appleby     | Jim Brandon, Brian Singleton                | 24 marca 2020        |
| 20 | Bad Boys                      | Matthew A. Cherry | Heather Flanders, Angela Nissel             | 7 kwietnia 2020      |
| 21 | Nothing's Gonna Stop Us Now   | Matt Sohn         | Peter Saji                                  | 14 kwietnia 2020     |
| 22 | Every Little Step             | Pete Chatmon      | Rachelle Williams                           | 28 kwietnia 2020     |
| 23 | You Got It All                | Natalia Anderson  | Jesse Esparza, Spencer Taylor, Andrew Ti    | 5 maja 2020          |

## Produkcja
W marcu 2019 roku poinformowano, że Arica Himmel, Tika Sumpter, Gary Cole, Christina Anthony, Ethan William Childress oraz Mykal-Michelle Harris dołączyli do obsady komedii.
2 maja 2019 roku stacja ABC ogłosiła zamówienie pierwszego sezonu, który zadebiutuje w sezonie telewizyjnym 2019/2020.
W czerwcu 2019 roku poinfromowano, że  Mark-Paul Gosselaar otrzymał rolę  jako Paul Johnson, ojca Rainbow